# Vereniging Gebra
De Vereniging Gebra was een Nederlandse brancheorganisatie voor detailhandelsbedrijven in de gemengde branche en speelgoedbranche.
De vereniging was opgericht in februari 1985 als samenwerking van de organisaties Prodeha en VOGB. Inmiddels heeft Gebra ruim 800 leden die ongeveer 2500 winkels exploiteren in Nederland. Het secretariaat van Gebra was gevestigd te Zoetermeer tezamen met de Stichting Ontwikkeling en Voorlichting Detailhandel. Deze stichting was uitgever van de vakbladen Gemengde Branche en Speelgoed en hobby.
Leden van Gebra waren onder andere winkels in huishoudelijke artikelen, drink- en eetserviezen, bestekken, kookwinkels, cadeauwinkels, winkels met woonaccessoires, kaarten en posters, kunstvoorwerpen, speelgoed en feestartikelen.
Per 1 januari 2018 is Vereniging Gebra opgegaan in het Vakcentrum.